# Masne Doły
Masne Doły – część wsi Bystrzyca w Polsce, w województwie lubelskim, w powiecie kraśnickim, w gminie Zakrzówek. Położona jest 2 km na wschód od wsi sołeckiej.
W latach 1975–1998 miejscowość należała administracyjnie do ówczesnego województwa lubelskiego.